# 中国人民解放军南京军区守备第二师
南京军区守备第二师（英語：2nd Garrison Division of Nanjing Military District），是中国人民解放军陆军曾经的一个守备师。

## 历史
该师前身是1946年9月，以华中野战军第7纵队第55、59、63团为基础，组建了新四军华中野战军第七纵队第三十一旅，旅机关由7纵队机关和各团抽调人员组成，这个旅各团前身在抗战时期坚持苏中地区进行敌后抗日斗争，故虽然指挥部成立较晚，下属各团的基础却很不错。尤其在1947年8月的盐城战役（当时称之为叶挺城）中，表现优秀，华东野战军第11纵队兼苏中军区授予31旅92团为“叶挺部队”。11纵队还授予92团1营为“叶挺营”，3连为“叶挺连”荣誉称号。
1949年2月，华东野战军第11纵队31旅改称中国人民解放军第二十九军第八十五师，下辖第253、254、255团，师长兼政治委员朱云谦，随后参与渡江战役、上海战役、福州战役、漳厦战役等战役战斗。但在1950年10月金门战役中，253团损失严重（后恢复）。
1950年10月29军撤消后，85师调归福建军区建制。1952年5月，85师改为水兵师，下属各团改编为水兵1、2、3团是中国人民解放军第一支专职两栖作战的部队。第二次东山岛战役期间，水兵第一团一个连驻扎于渡口，协同驻地民兵毙伤国军精锐伞兵百余人。1954年12月，调归海军，为海军陆战师。
1957年1月，中共中央军委调整全军组织编制，海军陆战师与边防14团合编组成南京军区守备第十一师，1970年改为南京军区守备第二师。1985年被撤销。

## 沿革
参考资料：
| 部隊番號                           | 使用時期             |
| ---------------------------------- | -------------------- |
| 华中野战军第七纵队第三十一旅       | 1946年9月-1949年2月  |
| 中国人民解放军第二十九军第八十五师 | 1949年2月-1952年5月  |
| 水兵师                             | 1952年5月-1954年12月 |
| 海军陆战师                         | 1954年12月-1957年5月 |
| 上海警备区守备第十一师             | 1957年5月-1970年1月  |
| 南京军区守备第二师                 | 1970年1月-1985年10月 |

## 荣誉单位
- 叶挺部队：前二五四团，现特战第七十二旅
- 叶挺营：前二五四团一营，现特战第七十二旅一营
- 叶挺连：前二五四团三连，现特战第七十二旅一营三连